# Livraga
Livraga település Olaszországban, Lombardia régióban, Lodi megyében. Lakosainak száma 2459 fő (2023. január 1.). Livraga Brembio, Orio Litta, San Colombano al Lambro, Borghetto Lodigiano és Ospedaletto Lodigiano községekkel határos.

## Népesség
A település lakossága az elmúlt években az alábbi módon változott:
| Lakosok száma | 2543 | 2538 | 2459 |
|               | 2017 | 2018 | 2023 |